# سید مصطفی میرسلیم
سیّد مصطفی میرسلیم (زادهٔ ۱۹ خرداد ۱۳۲۶) سیاستمدار ایرانی است که از سال ۱۳۷۵ به‌عنوان عضو حقیقی مجمع تشخیص مصلحت نظام فعالیت می‌کند. او همچنین از سال ۱۳۹۷ تا دی ۱۴۰۳ رئیس شورای مرکزی حزب مؤتلفه اسلامی بود.
وی در دولت دوم هاشمی رفسنجانی، وزیر فرهنگ و ارشاد اسلامی بود. میرسلیم بین سال‌های ۱۳۵۸ تا ۱۳۶۱ معاونت سیاسی اجتماعی وزیر کشور را بر عهده داشت. او از اعضای حزب جمهوری اسلامی بود که به پیشنهاد بنی‌صدر برای نخست‌وزیری به مجلس معرفی شد اما مجلس اول شورای اسلامی با نخست‌وزیری او موافقت نکرد. از ۱۳۶۱ تا ۱۳۶۸ در دوره ریاست جمهوری سید علی خامنه‌ای، میرسلیم سرپرست نهاد ریاست جمهوری و مشاور عالی رئیس‌جمهور بود. او از ۱۳۷۲ تا ۱۳۷۵ دبیر شورای عالی انقلاب فرهنگی نیز بود. میرسلیم رئیس شورای مرکزی حزب مؤتلفه اسلامی است و پیش‌تر رئیس هیئت‌مدیره شرکت طراحی، تحقیق و تولید موتور ایران‌خودرو بوده است.
میرسلیم از سال ۱۳۶۸ تا ۱۳۷۲ مشاور رئیس‌جمهور در امور تحقیقات و از ۱۳۷۲ تا ۱۳۷۶ وزیر فرهنگ و ارشاد اسلامی دولت دوم اکبر هاشمی رفسنجانی بود. دوران میرسلیم شدیدترین سانسورها به‌دست وزارت فرهنگ و ارشاد اسلامی اعمال شد و خامنه‌ای به ستایش از او پرداخت. او نماینده تهران، ری، شمیرانات، اسلامشهر و پردیس در دوره یازدهم مجلس شورای اسلامی نیز بوده است.

## زندگی
سید مصطفی آقامیرسلیم در ۱۹ خرداد ۱۳۲۶ در تهران متولد شد. نام پدر او سیدجلال بود. تحصیلات متوسطهٔ خود را در سال ۱۳۴۴ در دبیرستان البرز به پایان رساند و در سال ۱۳۴۹ موفق به اخذ فوق لیسانس در رشتهٔ مهندسی مکانیک از دانشگاه پواتیهٔ فرانسه شد. به‌دنبال آن، در سال ۱۳۵۱ از «مدرسهٔ عالی ملی مکانیک و آئروتکنیک» تخصص مهندسی در رشتهٔ موتورهای درون‌سوز را کسب کرد.

### فعالیت‌های سیاسی
میرسلیم از اعضای شاخص حزب موتلفه اسلامی است که برای مدتی عضو شورای مرکزی این حزب و همیطنور رئیس شورای مرکزی آن بود. وی با استعفای عسگراولادی از دبیرکلی، سمت ریاست شورای مرکزی این حزب را که تازه ایجاد شده بود عهده‌دار شد و طبق اعلام روابط عمومی این حزب، در مجمع عمومی اردیبهشت ۱۳۸۸ برای مدت ۳ سال دیگر به عضویت شورای مرکزی آن انتخاب و سمت ریاست شورای مرکزی وی تمدید شد. محمدنبی حبیبی دبیرکل حزب موتلفه در اجلاس سراسری این حزب، اعلام کرد که سیدمصطفی میرسلیم کاندیدای نهایی حزب موتلفه اسلامی برای انتخابات ۱۳۹۶ است.
او در سال ۱۳۵۴ عضو مؤسس گروه سیاسی موسوم به «پویای توحید» شد. وی همچنین عضو مؤسس و عضو هیئت دبیران جامعه اسلامی دانشگاهیان و همین‌طور عضو شورای مرکزی و مسئول تبلیغات حزب جمهوری اسلامی از سال ۱۳۵۷ تا ۱۳۶۰ بود. میرسلیم عضو شورای مرکزی حزب مؤتلفه اسلامی از سال ۱۳۷۲ او پس از انحلال حزب جمهوری اسلامی در سال ۱۳۶۶ به حزب موتلفه اسلامی پیوست. او همچنین مسئول مرکز آمار و نظرسنجی حزب مؤتلفه اسلامی از سال ۱۳۷۷ تا ۱۳۷۹ بود.
او پیش از انقلاب اسلامی در ایران، از مخالفان حکومت پهلوی بود و در ۱۶ شهریور سال ۱۳۵۷ در یک راهپیمایی ضد سلطنت پهلوی بر اثر اصابت گلوله زخمی شد. او در اوایل انقلاب به دعوت سید عبدالکریم موسوی اردبیلی از بنیان‌گذاران حزب جمهوری اسلامی، به عضویت این حزب درآمد.
میرسلیم در دوران ریاست جمهوری ابوالحسن بنی‌صدر، نخست‌وزیر پیشنهادی رئیس‌جمهور بود اما به خاطر شرایط خاص آن دوران، از این پیشنهاد صرف نظر کرد. گفته شده که بنی‌صدر او را به خاطر رابطه نداشتن با حزب جمهوری اسلامی برای این سمت انتخاب کرده بود.
با انتخاب علی خامنه‌ای به عنوان رئیس‌جمهور، میرسلیم سرپرست نهاد ریاست جمهوری شد اما پس از ریاست جمهوری اکبر هاشمی رفسنجانی از این سمت کنار گذاشته شد. او چهار سال بعد به کابینه هاشمی رفسنجانی راه یافت و پس از انتخاب علی لاریجانی به ریاست سازمان صدا و سیما، وزیر فرهنگ و ارشاد اسلامی شد.

### وزارت فرهنگ و آموزش عالی
میرسلیم در دولت دوم اکبر هاشمی رفسنجانی سمت وزیر فرهنگ و آموزش عالی را برعهده داشت. در دورهٔ وزارت وی، سانسور و محدودیت‌های فرهنگی و هنری در ایران به اوج رسید. به نوشته بی‌بی‌سی اهل فرهنگ «دوران وزارت وی را بدترین دوران در میان وزیران فرهنگ و ارشاد تا پیش از روی کار آمدن دولت محمود احمدی‌نژاد» ارزیابی می‌کنند. میرسلیم در گفتگو با برنامه شناسنامه شبکه سه در سال ۱۳۹۲، «مطلوب نبودن فضای نقد و بسته بودن فضای مطبوعات» در دورهٔ وزارت خود را پذیرفته است. از او تا پیش از کاندیداتوری برای انتخابات ۱۳۹۶ ریاست‌جمهوری، خبری نبود.

### انتخابات ریاست‌جمهوری ۱۳۹۶
وی رسماً درتاریخ ۲۲ فروردین ماه ۱۳۹۶ برای دوازدهمین دوره انتخابات ریاست جمهوری ایران نامزد شد؛ و صلاحیت وی توسط شورای نگهبان تأیید و توسط وزارت کشور در شامگاه سی ویکمین فروردین ۱۳۹۶ اعلام گردید. اما در تاریخ ۲۷ اردیبهشت ۱۳۹۶ حزب مؤتلفه اسلامی با صدور بیانه‌ای انصراف مصطفی میرسلیم از انتخابات را به حمایت از ابراهیم رئیسی اعلام کرد. وی در کانال تلگرامی خود، شایعه انصرافش را تکذیب کرد. پس از پایان رای‌گیری ۲۹ اردیبهشت ۱۳۹۶، سیدمصطفی آقا میرسلیم با مجموع ۴۷۸ هزار و ۲۶۷ رأی نفر سوم در این دوره از انتخابات شد.

### نامزدی در انتخابات مجلس یازدهم (۱۳۹۸)
سید مصطفی میرسلیم پنج شنبه ۱۴ خردادماه ۱۳۹۸ برای نمایندگی حوزه انتخابیه تهران، ری، شمیرانات، اسلامشهر و پردیس در یازدهمین دوره انتخابات مجلس شورای اسلامی در ستاد انتخابات کشور ثبت نام کرد.
وی با مجموع تعداد آرا ۸۹۲٫۳۱۸ به عنوان نفر دوم از حوزه انتخابیه تهران، ری، شمیرانات، اسلامشهر و پردیس نماینده این دوره مجلس گردید.
وی به دلیل شرایط سنی (سن بالای ۷۵ سال) اجازه ثبت نام در دوازدهمین دوره انتخابات مجلس شورای اسلامی را نداشت.

### بازداشت فرزند
مهدی میرسلیم، پسر مصطفی میرسلیم در ارتباط با سازمان مجاهدین خلق در سال ۱۳۹۸ بازداشت شده بود. مهدی میرسلیم که ۲ سال تحت نظر قرار داشت نهایتاً دستگیر و به اتهام «اقدام علیه امنیت ملی به پنج سال حبس» محکوم شد. پرونده او در دادگاه تجدید نظر بدون تغییر حکم تأیید شد و وی از بهمن ۱۳۹۹ به زندان اوین منتقل شد.
تیرماه ۱۴۰۱ مصطفی میرسلیم در گفتگو با تسنیم، خبر بازداشت فرزندش به اتهام همکاری با گروه مجاهدین خلق را تأیید کرد وی در این مصاحبه اعلام کرد که «فرزندش تیرماه ۱۳۹۸ توسط نیروهای امنیتی بازداشت و به اتهام اقدام علیه امنیت ملی به پنج سال حبس محکوم شده است … و من در هیچ‌یک از مراحل دخالتی نکردم.» میرسلم در خصوص فرزندش، گفته است: «نقطه ضعف مهدی از بدو تولد با او بوده و این مسئله هم جسمی است و هم روحی/ فرزندم بسیار عاطفی و ساده لوح است؛ این ضعف موجب ناتوانی در تأمین وضعیت معیشتی او شده و منافقین نیز با استفاده از همین موارد توانستند او را جذب کنند و به انحراف بکشانند و مأموران امنیتی نیز گمان کرده بودند که او عنصر اثرگذاری است.»
گفته شده که مهدی میرسلیم، پیشتر در سال ۱۳۹۷ نیز به اتهام‌های امنیتی بازداشت شده بود. او چند روز بعد از انتقال به زندان اوین، به مرخصی آمده و تا ۲۰۰ روز بعد، به زندان بازنگشت. در دوران متواری بودن وی، مسئله عفو و تخفیف وی در کمیسیون عفو و بخشودگی مطرح و نهایتاً نیمی از حبسِ ۵ سال قطعی شده وی، مورد عفو قرار می‌گیرد.

### محکومیت در دادگاه
در ۱۶ اسفند سال ۱۴۰۱، علی اصغر قهرمانی، وکیل محمدباقر قالیباف رئیس مجلس، در خبری اعلام کرد که در پی شکایت محمدباقر قالیباف از مصطفی میرسلیم، وی بابت ادعای رشوه ۶۵ میلیارد تومانی به نمایندگان مجلس برای رأی ندادن به تحقیق و تفحص از شهرداری تهران در مجلس دهم، مجرم شناخته شده و محکوم شده است که با رضایت قالیباف، پرونده مختومه گردید.

## دیدگاه‌ها
- میرسلیم که پیش از انتخابات ریاست جمهوری ۱۳۷۶ فکر می‌کرد ناطق نوری به پیروزی می‌رسد، به هنرمندانی که از سید محمد خاتمی حمایت می‌کردند هشدار داد پس از انتخابات «از حمایت عام رئیس‌جمهور منتخب» محروم خواهند شد.[۳۵][۱۴]
- میرسلیم در پاسخ به سؤالی در خصوص آخرین فیلمی که دیده گفت «خوشبختانه بعد از وزارت ارشاد دیگر ناگزیر نیستم فیلم تماشا کنم.»[۱۴]
- میرسلیم که رئیس هیئت مدیرهٔ شرکت تحقیق، طراحی و تولید موتور ایران خودرو نیز هست در روز نام‌نویسی برای انتخابات ریاست جهموری ایران با لباس کار ایران خودرو در محل نام‌نویسی حاضر شد.[۹]
- میرسلیم در اعتراض به روند بررسی صلاحیت نامزدهای انتخابات شوراهای اسلامی شهر و روستا در سال ۱۴۰۰، از سمت هیئت نظارت بر انتخابات شوراها استعفا داد.[۳۶]
- مصطفی میرسلیم به خاطر چهره و پوشش خاص و کم حرفی و قبول مسؤولیت‌های نامرتبط با تخصص دانشگاهی مانند ریاست شهربانی و وزارت ارشاد همواره مورد توجه رسانه‌ها بوده است.[۱۲]
- میرسلیم در موضوع واردات خودرو، یکی از مخالفان واردات بود. او در مجلس و مجمع تشخیص مصلحت نظام بارها در مورد مخالفتش با این طرح صحبت کرد.[۳۷] او معتقد است که واردات خودرو توسط مافیای خودرو انجام می‌شود. او در اظهاراتی گفته است: «یکی از مسائل مهم ما اتفاقاً قاچاق از طریق شبکه‌های رسمی است، اصلاً اصل قاچاق، قاچاقی است که دارد از طریق گمرک انجام می‌گیرد، از طریق شبکه رسمی دارد انجام می‌گیرد.»[۳۸]
- مناظره میرسلیم با جلال رشیدی کوچی، در برنامه تلویزیونی تهران ۲۰ با محوریت بازار خودرو، به شکلی بی‌سابقه در کانون توجهات قرار گرفت. در جنجالی‌ترین بخش این گفتگو، کوچی با مخاطب قرار دادن میرسلیم از وی پرسید: «اگر شما بتوانید لندکروز دست دوم را با قیمت یک میلیارد بخرید، ۲۰۶ یک میلیاردی را می‌خرید؟» و میرسلیم، در پاسخ گفت: «لندکروز با ۲۰۶ فرقی ندارد!».[۳۹]به بیان دقیق‌تر، جمله کوتاه میرسلیم با این محتوا که «فرقی نمی‌کند!» به سوژه جنجالی در سطح عمومی جامعه تبدیل شد. صورت مسئله این چنین تعریف شد: «۲۰۶ و لندکروز، فرقی ندارند.»
- میرسلیم به عنوان عضو مجمع تشخیص مصلحت نظام، مخالفت سرسختانه او در موضوع واردات خودروهای خارجی به کشور است. در اوایل سال فروردین ۱۴۰۱ به شکل جدی‌تر از هر زمان دیگری موضوع واردات خودرو خارجی به کشور با موافق دولت و مجلس مطرح شد، اما میرسلیم به شکلی بی‌سابقه با این تصمیم مخالفت کرد و از کیفیت خودروهای ساخت داخل دفاع کرد.[۴۰]
- میرسلیم در گفت‌وگویی با شبکه اینترنتی دانشگاه تهران که به مناسبات پایان سال ۱۴۰۱ بود، در این گفتگو مصطفی میرسلیم که از سال ۱۳۷۲ تا سال ۱۳۷۶ وزیر فرهنگ و ارشاد اسلامی بوده است ادعا می‌کند که پرویز پرستویی را نمی‌شناسد. این در حالی است که در زمان وزارت او پرستویی در فیلم‌های مهمی همچون آژانس شیشه‌ای و لیلی با من است ایفای نقش کرده بود.[۴۱]
- وی در اسفند ۱۴۰۳ گفت که چه کسی گفته که نفت مال مردم است؟ وقتی می‌گوییم نفت ملی، منظورمان این نیست که نفت مال ملت است، بلکه می‌خواهیم بگوییم این نفت دیگر انگلیسی نیست [۴۲][۴۳]

## در نظر دیگران
یکی از انتقادهای وارد شده به او، ایجاد دوران خفقان بر وزارت فرهنگ و ارشاد اسلامی همزمان با ریاست او بر این وزارت است. منتقدانش دوران ریاست او را دورانی با بیشترین سانسور و فشار به هنرمندان و رسانه‌ها. اهل فرهنگ می‌دانند. وی در دوران وزارتش، قانون منع استفاده از تجهیزات ماهواره‌ای را تصویب کرد. میرسلیم اما علت محدودیتهای اعمال شده بر رسانه‌ها در دوران وزارتش را «آماده نبودن فضای نقد علمی در کشور» می‌داند و معتقد است که این فضا هنوز هم آماده نیست.
از دیگر انتقادها به او، حمایت‌هایش از صنف توزیع‌کنندگان و نه تولیدکنندگان ایرانی است. برخی رسانه‌ها، محل زندگی او را کاخی در ولنجک معرفی کرده‌اند. برخی رسانه‌ها نیز با توجه به عکس منتشر شده از ساعت مچی او با برند پتک فیلیپ، قیمت آن را تا ۱۰۰ هزار دلار بدانند و وی را متهم به استفاده از کالاهای لوکس خارجی کنند. پیشتر نیز انتشار عکس‌هایی از کفش برند آمریکایی او موجب انتقادهایی به او شد.
یکی از رویدادهای جنجالی حیات سیاسی او، ماجرای بازداشت فرزندش بود. بر اساس تاریخ‌های اعلامی توسط منابع رسمی، مهدی میرسلیم پیش از ثبت‌نام‌های انتخابات مجلس یازدهم دستگیر شده‌اند و به رغم احراز جرم فرزند اوتوسط نهادهای امنیتی، خللی در روند بررسی و تأیید صلاحیت آقای میرسلیم برای کاندیداتوری در مجلس یازدهم رخ نداد. این موضوع مورد توجه رسانه‌های مختلفی قرار گرفت. برخی رسانه‌ها گفته او برای درخواست اعدام سریع عوامل ناآرامی‌های سال ۱۴۰۲ ایران را با سخنش در خصوص عفو فرزندش مقایسه کردند و او را به استانداردهای دوگانه متهم نمودند.

## تحریم
۲۴ ژانویه ۲۰۲۳ اتحادیه اروپا نام مصطفی میرسلیم را در فهرست تحریم‌های خود به همراه ۱۷ شخصیت حقیقی و ۱۹ شخصیت حقوقی جمهوری اسلامی قرار داد. این تحریم به دلیل نقش او در سرکوب اعتراضات پس از کشته شدن مهسا امینی توسط جمهوری اسلامی بوده است.

## سمت‌ها
تنها مسئولیت پیش از انقلاب وی مدیر بهره‌برداری شرکت راه‌آهن شهری تهران و حومه در سال‌های ۱۳۵۴–۱۳۵۷ می‌باشد. او در سال‌های پس از انقلاب سمت‌های متعددی را عهده‌دار شده است.
1. عضو شورای مرکزی حزب جمهوری اسلامی از اسفند ۱۳۵۷ تا۱۳۶۰[۹]
2. عضو مؤسس و عضو هیئت دبیران جامعه اسلامی دانشگاهیان ایران[۹]
3. رئیس ستاد بازرسی انتخابات مجلس خبرگان قانون اساسی، خرداد ۱۳۵۸[۹]
4. معاون سیاسی اجتماعی وزارت کشور از ۱۳۵۸ تا ۱۳۶۰[۹]
5. سرپرست شهربانی جمهوری اسلامی ایران از ۱۳۵۸ تا ۱۳۵۹[۹]
6. قائم‌مقام وزیر کشور در ۱۳۶۰[۹]
7. سرپرست نهاد ریاست جمهوری و مشاور عالی رئیس‌جمهور از ۱۳۶۱ تا ۱۳۶۸[۹]
8. مشاور رئیس‌جمهور در امور تحقیقات از ۱۳۶۸ تا ۱۳۷۲[۹]
9. وزیر فرهنگ و ارشاد اسلامی از ۱۳۷۲ تا ۱۳۷۶[۹]
10. عضو حقیقی مجمع تشخیص مصلحت نظام از ۱۳۷۵ تا کنون[۹]
11. معاون فرهنگی اجتماعی مرکز تحقیقات استراتژیک از ۱۳۷۸[۹]
12. عضو هیئت مدیرهٔ شرکت دسا (دیزل سنگین ایران)[۹]
13. رئیس هیئت مدیرهٔ شرکت تحقیق، طراحی و تولید موتور ایران خودرو (ایپکو)[۹]
14. ناظر عالی طرح موتور ملی پایهٔ گازسوز[۹]
15. ناظر عالی طرح موتور ملی دیزل سواری[۹]
16. رئیس فدراسیون نجات غریق و غواصی ایران[۹]
17. عضو هیئت علمی مهندسی مکانیک دانشگاه امیرکبیر[۹]
18. عضو شورای تقویم مؤسسه ژئوفیزیک دانشگاه تهران[۹]

او عضو هیئت علمی مهندسی مکانیک دانشگاه امیرکبیر و مؤسس و رئیس اولین مرکز تحقیقات موتور ایران و ناظر عالی طراحی و ساخت نخستین موتور پایه گازسوز (موتور ملی ایران) بوده است. او ریاست فدراسیون نجات غریق و غواصی ایران و عنوان «حامی فدراسیون نجات غریق جهانی ایران» را بر عهده داشت.